# Suzume
Suzume (すずめの戸締まり, Suzume no Tojimari; lit. A Porta Fechada de Suzume), mais conhecido como Suzume, é um longa-metragem japonês de aventura fantasiosa que utiliza-se da técnica de animação produzido pela CoMix Wave Films e distribuído pela Toho. Retrata uma garota de ensino médio e um jovem misterioso que tentam prever uma série de desastres em todo o Japão. O filme foi encomendado em 2020, escrito e dirigido por Makoto Shinkai.
O filme contém as vozes de Nanoka Hara e Hokuto Matsumura, com design de personagens por Masayoshi Tanaka, direção de animação por Kenichi Tsuchiya, direção de arte de Takumi Tanji e música pela banda Radwimps e Kazuma Jinnouchi.
Suzume no Tojimari estreou primeiramente em IMAX no dia 7 de novembro de 2022 e foi lançado nacionalmente no dia 11 de novembro; foi lançado mundialmente em 2023 pela Crunchyroll, Sony Pictures Releasing (sob o banner Sony Pictures Releasing International) e Wild Bunch International. Foi lançado no Brasil no dia 13 de abril de 2023. O filme recebeu análises positivas dos críticos com elogio pela sua animação, personagens, peso emocional e música apesar que alguns analisadores criticaram o enredo por ser estruturalmente similar aos filmes anteriores de Makoto Shinkai. Arrecadou US$322 milhões mundialmente, se tornando o quarto filme de maior bilheteria do ano de 2022 no Japão e a quarta maior bilheteria de um filme japonês de todos os tempos.

## Enredo
O filme conta a história de Suzume, uma garota de 17 anos que vive em uma cidade silenciosa na região de Kyushu no sudoeste do Japão. A história começa quando Suzume conhece um jovem rapaz procurando por uma "porta". Os dois viajam juntos e a encontram dentro de algumas ruínas da montanha e cercada por água em seu redor, como se tivesse ocorrido algum desastre e ela fora o único objeto restante. Suzume a abre e então, as "Portas do Desastre" começam a se abrir ao redor do Japão trazendo desastres intermináveis.
O filme é uma jornada através do Japão enquanto que Suzume precisa fechar e trancar as "Portas do Desastre" uma por uma para impedir os desastres como também uma aventura e batalha no mundo moderno em busca de maturidade e liberdade de uma garota.

## Elenco
- Nanoka Hara como Suzume Iwato (岩戸 鈴芽, Iwato Suzume)[8]
  - Akari Miura como Suzume criança[9]
- Hokuto Matsumura como Sōta Munakata (宗像 草太, Munakata Sōta)[10]
- Eri Fukatsu como Tamaki Iwato (岩戸 環, Iwato Tamaki)[11]
- Shota Sometani como Minoru Okabe (岡部 稔, Okabe Minoru)[11]
- Sairi Ito como Rumi Ninomiya (二ノ宮 ルミ, Ninomiya Rumi)[11]
- Kotone Hanase como Chika Amabe (海部 千果, Amabe Chika)[11]
- Kana Hanazawa como Tsubame Iwato (岩戸 椿芽, Iwato Tsubame)[11]
- Matsumoto Hakuō II como Hitsujirō Munakata (宗像 羊朗, Munakata Hitsujirō)[11]
- Ryūnosuke Kamiki como Tomoya Serizawa (芹澤 朋也, Serizawa Tomoya)[12]
- Ann Yamane como Daijin (ダイジン)[13]
- Aimi como Miki (ミキ)[14]

## Produção

### Desenvolvimento
Makoto Shinkai concebeu a ideia para Suzume enquanto estava viajando ao redor do Japão para dar palestras sobre seus trabalhos anteriores. Ele disse que "no Japão é habitual realizar um jichin-sai ou cerimônia de inauguração antes do início da construção de um novo prédio ou casa mas não fazemos nada quando fechamos elas". Shinkai notou que havia mais áreas vazias ou abandonadas no Japão devido ao declínio da taxa de natalidade do país e ao envelhecimento da população do país então ele pensou em escrever uma história sobre "lutar por lugares secretos". Como resultado, o filme inevitavelmente se transformou em um road movie sobre lugares visitados.
O terremoto e tsunami de Tohoku em 2011 serviu como uma influência para os temas no filme. Enquanto o cometa Tiamat em Your Name e o conceito de O Tempo Com Você foram ideias influenciadas pelo desastre natural, Shinkai sentiu que ele deveria "expressar o impacto que [ele] sentiu através do terremoto e tsunami em vez de continuar a descrevê-lo como uma metáfora". Ele temia que as memórias das pessoas sobre o desastre começassem a ficar "nebulosas" com o tempo e retratando o terremoto e tsunami em seu filme ou romance, ele também poderia compartilhar suas memórias com adolescentes que não sabiam do desastre. Shinkai também citou O Serviço de Entregas da Kiki e o livro Kafka À Beira-mar de Haruki Murakami e o curta "Kaeru-kun, Tokyo o Sukuu" (かえるくん、東京を救う; "Super-Sapo salva Tóquio") como influências para o filme.
Shinkai e sua equipe planejaram o projeto de janeiro à março de 2020. Eles começaram a desenvolver o roteiro do filme em abril, que foi quando o governo japonês declarou estado de emergência em virtude a pandemia da COVID-19. Em uma entrevista para a TV Asahi, Shinkai menciona que a pandemia teve efeito menos tangível na produção do filme. Entretanto, ele disse que "o clima da época está indelevelmente gravado no roteiro", adicionando que o filme terá um tema pós-apocalíptico. Após terminar o roteiro em Agosto, os storyboards foram elaborados em setembro de 2020 à dezembro de 2021 enquanto que a produção da animação começou em abril de 2021.
O filme foi oficialmente revelado durante uma coletiva de imprensa no dia 15 de dezembro de 2021. A equipe do filme inclui Masayoshi Tanaka como designer de personagens, Kenichi Tsuchiya como diretor de animação e Takumi Tanji como diretor de arte. A CoMix Wave Films e Story Inc. revelaram os produtores do filme. Em outubro de 2022, Shinkai anunciou que a produção do filme foi concluída.

### Personagens
Shinkai decidiu imediatamente que o filme teria uma personagem principal feminina desde que O Tempo Com Você tinha um personagem principal masculino e também sentiu que seria necessário um personagem "amigo". Ele acreditava que a tensão do filme "inevitavelmente ficaria mais silenciosa" se a história focasse no luto por um lugar, então ele decidiu que o filme seria uma "história de companheirismo" entre uma garota e uma cadeira para mantê-lo divertido.  Shinkai pensou inicialmente em outras opções para parceiros potenciais tais como outra garota, um que vira um monstro ao longo da história e "parceiros inorgânicos" como uma caixa de leite. A ideia de uma cadeira como parceiro veio quando Shinkai viu uma cadeira de madeira sentada em um ponto de ônibus deserto e descobriu que sua "sensação estrangeira" era melhor do que qualquer uma de suas ideias anteriores. Shinkai também se tornou menos interessado em escrever uma história de amor e queria retratar diferentes relacionamentos, como de Suzume e sua tia.

### Elenco
Nanoka Hara foi revelada como a voz da Suzume Iwato em 5 de julho de 2022. Shinkai a selecionou através de uma audição envolvendo mais de 1700 pessoas. Hara era uma fã dos trabalhos de Shinkai, comentando que ela não imaginaria ser a única a compartilhar a "inesquecível sensação de abalar o coração" que ela sentiu quando viu primeiramente um de seus filmes nos cinemas. No dia 6 de setembro de 2022, foi revelado o papel de Hokuto Matsumura como Sōta Munakata. Ele descreveu o personagem como que "nunca tinha visto em algum dos trabalhos do diretor". Portanto, Matsumura deu uma voz ao Sōta que ele "nunca ouviu antes", que envolveu usar um tom um pouco mais baixo. Shinkai achou sua voz "impressionante" e que "encarna o personagem". Suzume e Sōta servirão como os primeiros papéis de dublagem de anime da Hara e Matsumura. No dia 29 de setembro, Eri Fukatsu, Shota Sometani, Sairi Ito, Kotone Hanase, Kana Hanazawa, e Matsumoto Hakuō II foram revelados estarem se juntando ao elenco da dublagem. No dia 25 de outubro, Ryūnosuke Kamiki, que dublou Taki Tachibana em Kimi no Na wa, foi adicionado ao elenco no papel de Tomoya Serizawa.

## Música
No dia 20 de setembro de 2022, foi anunciado que a banda Radwimps, que colaborou anteriormente com Shinkai em Your Name e O Tempo Com Você, estará compondo a trilha do filme, junto com o compositor Kazuma Jinnouchi. Foi revelado também que a cantora do TikTok Toaka providenciou os vocais da música tema "Suzume" (すずめ) que estreou em serviços de streaming musicais no dia 30 de setembro de 2022. A segunda música tema "Kanata Haluka" (カナタハルカ) estreou online no dia 28 de outubro de 2022. A trilha sonora foi lançada no dia 11 de novembro de 2022, o dia do lançamento do filme. Algumas de suas gravações foram feitas no Abbey Road Studios em Londres.

## Marketing

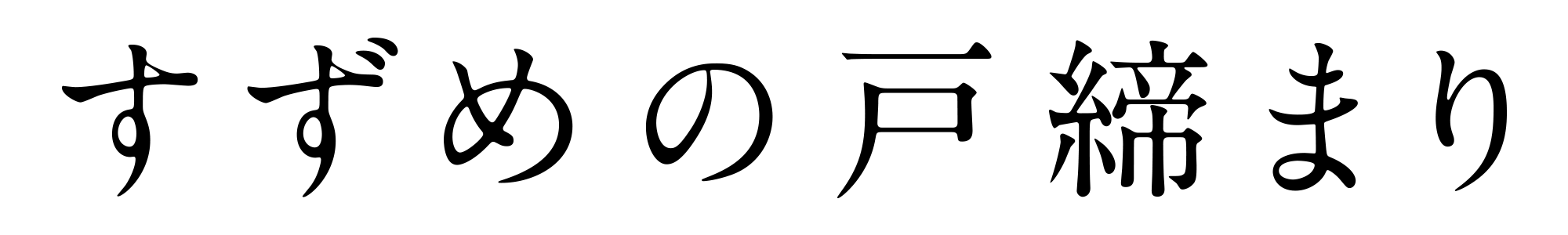
Logo de Suzume no Tojimari

Um pôster promocional foi lançado junto com o anunciamento do filme em 15 de dezembro de 2021. No dia 9 de abril de 2022, uma versão atualizada contendo a protagonista do filme foi lançado online e como um anúncio de página completa na edição matutina do jornal The Asahi Shimbun. Também foi anunciado que o filme será lançado no dia 11 de novembro. A Toho estreou um teaser trailer no dia 10 de abril de 2022 e um trailer completo foi lançado no dia 15 de julho. O cartaz principal, junto com o segundo trailer, foi lançado em 29 de setembro de 2022. A Nippon TV visualizou os primeiros 12 minutos do filme em 28 de outubro de 2022 durante uma transmissão de Your Name no programa Kin'yō Road Show da emissora.
Um livreto de bônus intitulado de Shinkai Makoto Hon (新海誠本) será dado aos cinéfilos no Japão e terá uma impressão de 3 milhões de cópias. O livreto conterá propostas originais para Suzume, Your Name e O Tempo Com Você, e entrevistas com Makoto Shinkai, Nanoka Hara e Hokuto Matsumura. Várias empresas vão fazer parcerias com o filme, incluindo o McDonald's, Lawson e a empresa de telefonia móvel au. Além disso, uma campanha promocional será realizado envolvendo uma empresa local de cada uma das 47 províncias do Japão. O filme também teve um especial de 20 páginas na edição de nº 50 de 2022 da revista Weekly Shōnen Magazine da editora Kodansha.

## Lançamento
O filme teve uma exibição IMAX antecipada em 7 de novembro de 2022 para os espectadores que foram decididos por sorteio. Suzume no Tojimari foi lançado pela distribuidora Toho em 420 cinemas no Japão no dia 11 de novembro através de exibições regular e IMAX. As exibições à meia-noite foram realizadas em 11 cinemas em seis cidades no Japão. O filme teve sua estreia internacional em competição no 73º Festival de Filme Internacional de Berlim no dia 23 de fevereiro de 2023 marcando a primeira vez que um filme de anime competiu no festival desde A Viagem de Chihiro em 2002.
Na Ásia, o filme começou a ser exibido no dia 2 de março de 2023 em Taiwan e Hong Kong; 8 de março na Indonésia, Filipinas (lançado através da Warner Bros. Pictures) e Coreia do Sul; 9 de março na Malásia e Singapura; e 10 de março no Vietnã. Foi lançado na China no dia 24 de março; 13 de abril na Tailândia e 21 de abril na Índia. A Encore Films teve a distribuição controlada no sudeste asiático com os lançamentos nas Filipinas e Tailândia que foram distribuídas através da Warner Bros. Pictures.
Em maio de 2022, foi anunciado que a Crunchyroll, Sony Pictures e a Wild Bunch International adquiriram os direitos de distribuição global do filme; a Crunchyroll vai lidar com a distribuição na América do Norte e fará parceria com a Sony em territórios fora da Ásia (a Toho distribuirá no leste da Ásia) enquanto que a Sony e a Wild Bunch co-distribuirão na Europa. Uma exibição especial foi realizada no dia 1º de março de 2023 no BFI Southbank em Londres com o próprio Makoto Shinkai participando do evento. O filme teve sua estreia nos Estados Unidos no New York International Children's Film Festival no dia 5 de março. Outra exibição especial foi realizada no dia 21 de abril de 2023 no PVR Cinemas Citi Mall em Mumbai que Shinkai participou para celebrar a estreia do filme em japonês e dublado em Hindi na Índia. Ele interagiu com órgãos de comunicação social junto com seus fãs estrangeiros e participou da sessão de perguntas e respostas. Ele também participou em um evento de autógrafos junto com Denki Amashima, o ilustrador da adaptação em mangá. Esta foi a sua segunda visita à Índia; pois ele já visitou o país durante a estreia do filme O Tempo Com Você em 2019.
As companhias começaram a exibirem o filme no dia 12 de abril de 2023 na França, Malta e Suíça; 13 de abril na Argentina, Austrália, Bolívia, Brasil, América Central, Chile, Dinamarca, Equador, Alemanha, Grécia, Hungria, Israel, México, Holanda, Nova Zelândia, Peru, Eslováquia, Uruguai e Venezuela; e 14 de abril na Áustria, Bélgica, Canadá, Estônia, Gibraltar, Irlanda, Quênia, Letônia, Lituânia, Luxemburgo, Noruega, África do Sul, Espanha,, Suécia, Reino Unido e Estados Unidos; 20 de abril em Portugal e na Colômbia; 21 de abril na Bulgária, Finlândia, Polônia e Romênia; 27 de abril na Itália, Kuwait, Catar, Arábia Saudita e nos Emirados Árabes Unidos; e 30 de abril na Islândia; e 26 de maio na República Checa e Madagascar.
Na Austrália, Nova Zelândia, Reino Unido e Estados Unidos, uma dublagem em inglês foi exibida junto com a versão original japonesa.

### Mídia doméstica
Suzume será lançado em Blu-ray e DVD no Japão no dia 20 de setembro de 2023 e incluirá legendas em inglês e chinês. A edição de colecionador contém um Blu-ray em 4K Ultra HD e conteúdo bônus tais como comentário em áudio, documentário de making-of, animações do filme e entrevistas com o elenco e membros da equipe.

## Recepção

### Bilheteria
Suzume no Tojimari arrecadou US$322.2 milhões mundialmente incluindo ¥14.86 bilhões no Japão. O filme ficou em primeiro lugar na bilheteria japonesa e arrecadou ¥1.88 bilhões (equivalente a US$13.49 milhões) da exibição IMAX avançada e durante os três primeiros dias. Superou O Tempo Com Você ao se tornar a maior abertura de três dias para um filme de Makoto Shinkai. No Japão, é o quarto filme de maior bilheteria do ano de 2022, o oitavo filme de anime de maior bilheteria de todos os tempos e o 14º filme de maior bilheteria de todos os tempos.

### Resposta crítica
No Rotten Tomatoes, 96% dos 113 análises dos críticos são positivos com uma avaliação média de 7.8/10.
O agregador de resenhas japonês Filmarks relatou que Suzume recebeu uma média de 4.00/5 baseados nas 6585 análises ficando em segundo lugar no ranking de satisfação do primeiro dia.
Matt Schley do The Japan Times deu 4 de 5 estrelas ao filme e chamou de "o trabalho mais satisfatório do diretor até agora." Ele elogiou a animação e arte e enquanto ele descrevia alguns diálogos como "clichê ou digno de vergonha", ele sentiu que o filme era "um pouco mais maduro" que os filmes anteriores de Shinkai. Schley também achou o clímax do filme "algo perturbante" e disse que divide os espectadores sobre se Shinkai "ganha". Richard Eisenbeis, escrevendo para o Anime News Network, classificou o filme 'A' elogiando a história, os personagens, a animação e a música mas encontrou a estrutura da trama ser similar a Your Name e O Tempo Com Você, fazendo o filme "mais previsível". Eisenbeis também criticou a aparência da criatura que Suzume encontrou em Tóquio descrevendo-o como "um efeito de computação gráfica barato colocado sobre a animação de outra qualidade e mal misturado". Gautam Sunder do jornal The Hindu elogiou a maestria sob a iluminação e sombras de Makoto Shinkai, a escrita dos personagens, humor e referências aos filmes animados anteriores embora admitindo que não poderia igualar "a beleza crua de O Jardim das Palavras ou as batidas dramáticas de Your Name".

### Elogios
| Prêmio                                         | Data da cerimônia       | Categoria                                 | Recipiente(s)               | Resultado | Ref.          |
| ---------------------------------------------- | ----------------------- | ----------------------------------------- | --------------------------- | --------- | ------------- |
| Berlin International Film Festival             | 25 de fevereiro de 2023 | Urso dourado                              | Suzume                      | Indicado  | [ 71 ]        |
| Brussels International Fantastic Film Festival | 23 de abril de 2023     | Corvo prateado (Competição Internacional) | Suzume                      | Venceu    | [ 72 ] [ 73 ] |
| Hochi Film Awards                              | 22 de dezembro 2022     | Melhor Imagem Animada                     | Suzume                      | Indicado  | [ 74 ]        |
| 46º Prêmio de Filme da Academia do Japão       | 10 de março de 2023     | Animação do Ano                           | Suzume                      | Indicado  | [ 75 ]        |
| 46º Prêmio de Filme da Academia do Japão       | 10 de março de 2023     | Realização Proeminente na Música          | Radwimps e Kazuma Jinnouchi | Venceu    | [ 75 ]        |
| Mainichi Film Awards                           | 14 de fevereiro de 2023 | Melhor Filme de Animação                  | Suzume                      | Indicado  | [ 76 ] [ 77 ] |
| Mainichi Film Awards                           | 14 de fevereiro de 2023 | Prêmio Ōfuji Noburō                       | Suzume                      | Indicado  | [ 76 ] [ 77 ] |

## Adaptações
Uma adaptação em livro escrito por Makoto Shinkai foi lançado em 24 de agosto de 2022 sob impressão da Kadokawa Bunko. Uma parte do livro foi incluído em um livreto distribuído durante a Kadobun Summer Fair 2022 que foi realizado nas livrarias japonesas no dia 10 de junho. Uma edição de bolso infantil que adiciona furigana e ilustrações desenhadas por Chiko, foi lançada no dia 13 de outubro sob impressão da Kadokawa Tsubasa Bunko. O livro vendeu mais de 369,000 cópias até maio de 2023, é o volume de light novel físico do ano no Japão. Em janeiro de 2023, a Yen Press anunciou que licenciaram a série em publicação para formatos impresso e digital em inglês.
Uma adaptação em mangá ilustrado por Denki Amashima começou a ser serializado na revista Monthly Afternoon da editora Kodansha no dia 25 de outubro de 2022. O primeiro volume tankōbon foi lançado no dia 23 de março de 2023.